# Grantham Town FC
Grantham Town Football Club is een Engelse voetbalclub uit Grantham, Lincolnshire.
De club werd opgericht in augustus 1874 en twee maanden later speelde het haar eerste wedstrijd. Een vriendschappelijk duel met Third Lincs Volunteer Rifles werd met 2-1 gewonnen. Het grootste succes werd geboekt in het seizoen 2011-12, toen de club zich aan het einde van het seizoen kampioen van de Northern Premier League Division One South mocht noemen. Sindsdien komt Grantham Town uit in de Northern Premier League Premier Division.
De thuiswedstrijden worden gespeeld in het South Kesteven Sports Stadium, al wordt het door de lokale bevolking vaak The Meres genoemd. In dit stadion kunnen 7.500 toeschouwers plaatsnemen.

## Bekende (oud-)spelers
- Jim McDonagh